# Teketeke

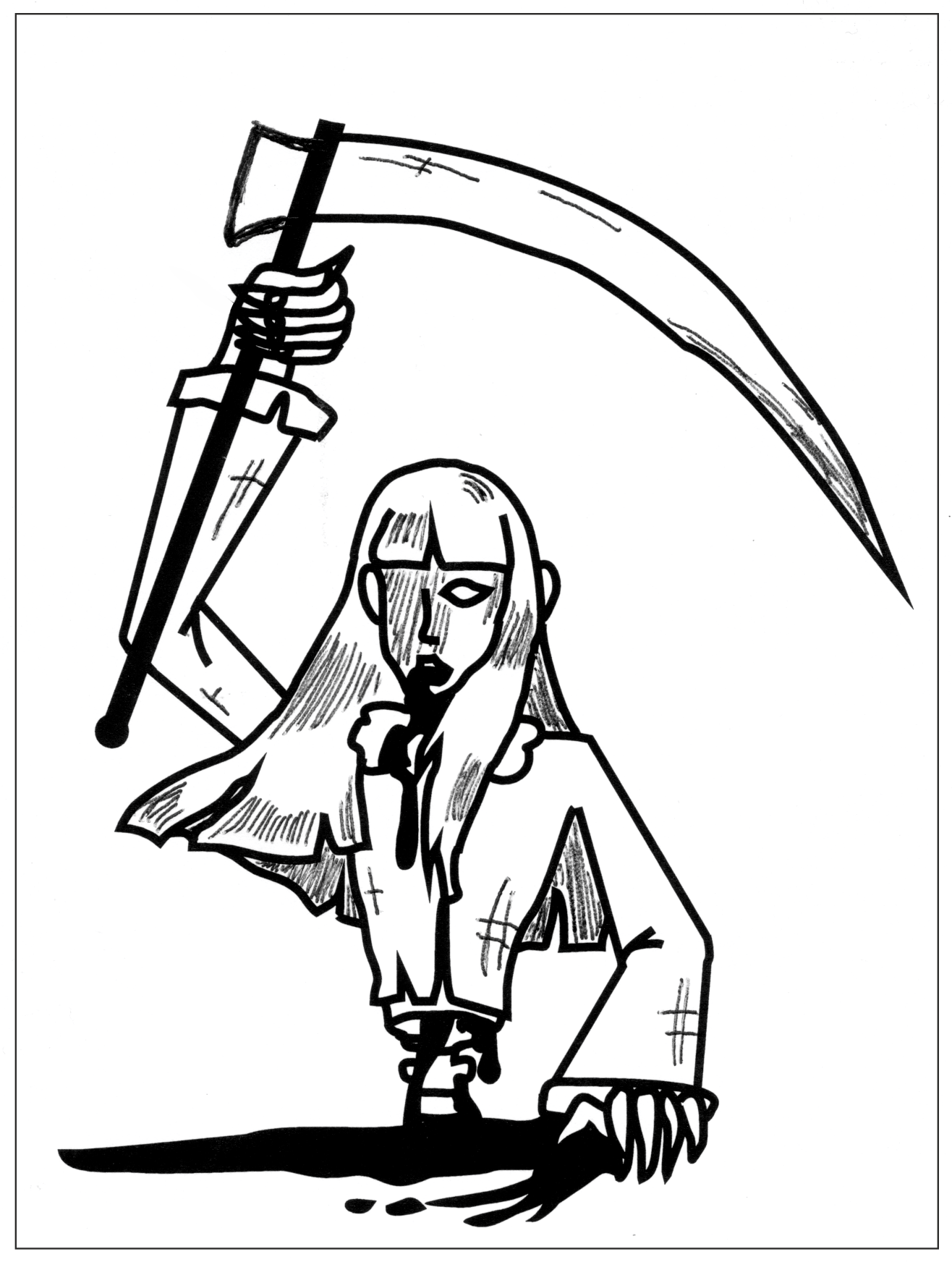
Angreifende Teketeke mit Sichel (künstlerische Interpretation)

Teketeke (jap. テケテケ) ist der Name eines fiktiven Wesens aus japanischen Großstadtlegenden. Es soll sich um einen Rachegeist (Onryō) oder ein Monster (Yōkai) handeln; das Wesen wird als junge Frau ohne Unterleib und als bösartig beschrieben.

## Beschreibung
Die Teketeke soll die Gestalt einer jungen Frau ohne Unterleib haben. Angeblich bewegt sie sich nur auf ihren Ellenbogen fort, oder sie stützt sich auf ihre Unterarme und robbt vorwärts, während ihr Torso über den Boden schleift. Trotz dieser Art der Fortbewegung soll sie sehr schnell und behände sein. Das Geräusch, das sie dabei verursacht, wird im Japanischen mit „teke-teke“ umschrieben, ihr Name ist somit eine Lautmalerei. Meist wird ihr nachgesagt, dass sie eine große Sichel mit sich führt und ihren Opfern nachts auf verlassenen Bahnhöfen oder an anderen menschenleeren Orten auflauert.

## Legende
Die am weitesten verbreitete und am häufigsten zitierte Sage um den Ursprung der Teketeke ist jene eines Schulmädchens, das entweder durch ein Missgeschick vor einen herannahenden Zug stürzte, einen Suizidversuch unternahm, oder von einem geschmähten Liebhaber auf die Bahngleise geschubst worden war. Der durchfahrende Zug trennte dabei den Unterleib des Mädchens ab, dieses verstarb und ihre enttäuschte, beziehungsweise rachsüchtige Seele verwandelte sich in einen Onryō (oder Yōkai). Seitdem lauere sie nachts auf verlassenen Bahnhöfen oder in menschenleeren Höfen und Hintergassen ahnungslosen Fußgängern auf. Angeblich bevorzuge sie junge Männer, denen sie unermüdlich nachstelle, sobald diese die Teketeke ansprechen oder ihr auch nur Beachtung schenken würden. Und wenn sie ihr Opfer einhole, zerschneide sie es auf Hüfthöhe in zwei Hälften.
Eine dazu passende und beliebte Legende erzählt von einem jungen Studenten, der spät nachts auf dem Heimweg an einer Schule für Jungen vorbeigeht und in einem Fenster im Erdgeschoss ein hübsches Mädchen erblickt, das sich aus dem Fenster zu lehnen scheint. Der Junge wundert sich, was denn ein Mädchen in einer Jungenschule zu suchen habe, und das zu so später Stunde. Er will sie höflich ansprechen, doch dann macht das Mädchen einen Satz aus dem Fenster und der Junge muss feststellen, dass sie keinen Unterleib hat. Starr vor Schreck ist der Junge unfähig, wegzulaufen und die Teketeke robbt in Windeseile auf ihn zu und holt ihn ein. Am nächsten Morgen wird seine Leiche entdeckt und seine Beine sind verschwunden.

## Hintergründe
Die Legende der Teketeke erfreut sich bis heute großer Beliebtheit an japanischen Schulen und Universitäten. Vermutlich gehört sie zu jenen urbanen Legenden, die bevorzugt Kindern und jungen Schülern erzählt wird, damit diese nicht leichtsinnigerweise nachts allein durch die Stadt streifen. Oder sie wird erzählt, um Kinder dazu zu animieren, Fremde nicht einfach so anzusprechen und sich auch selbst von Fremden nicht ansprechen zu lassen. Die Beliebtheit der Legende von der Teketeke schlägt sich unter anderem in Horrorfilmen nieder, so in Teketeke und Teketeke 2, beide vom japanischen Regisseur Kōji Shiraishi und beide aus dem Jahr 2009.